# کوت هرا
کوت هرا (به انگلیسی: Kot Hara) یک منطقهٔ مسکونی در پاکستان است که در پنجاب واقع شده‌است.